# Concerto pour piano no 3 de Prokofiev
Pour les articles homonymes, voir Concerto pour piano no 3.

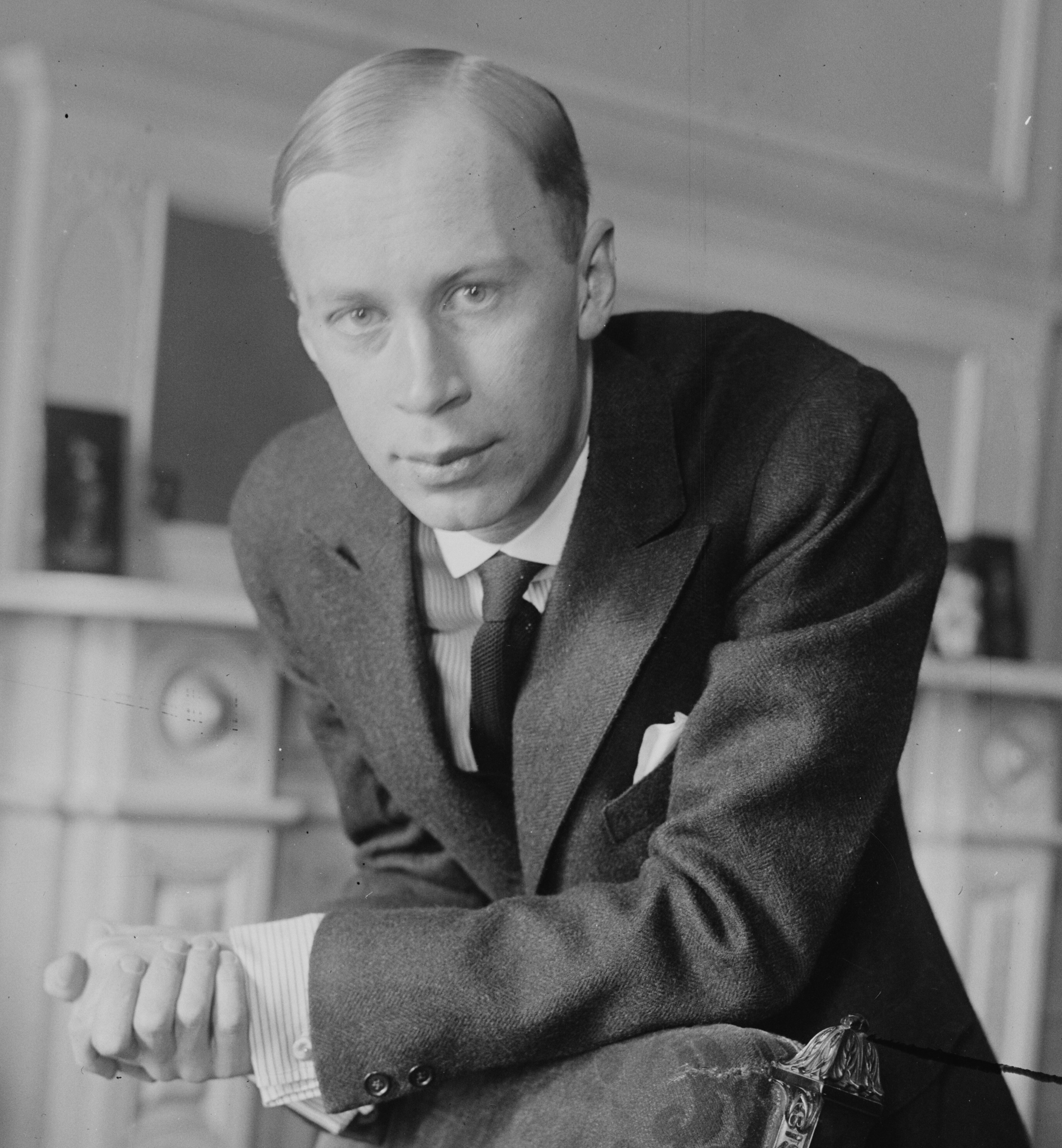
Sergei Prokofiev, v. 1918

Sergueï Prokofiev écrit le Concerto pour piano no 3 en do majeur, op. 26 en 1921 en utilisant des ébauches précédemment écrites en 1913.

## Présentation
L'œuvre comporte trois mouvements et sa durée d'exécution est d'un peu moins d'une demi-heure. 
Il s'agit du troisième des cinq concertos pour piano qu'a écrits Prokofiev, neuf ans après la première version de son second concerto, deux avant la réécriture de ce dernier et neuf ans avant son quatrième concerto. Il achève la partition durant son séjour en Bretagne, pendant l'été 1921. C'est le plus populaire des cinq concertos du compositeur, la partition combinant des éléments lyriques à des aspérités caractéristiques des années vingt. Des cinq concertos, c'est également celui qui mêle le mieux une écriture pianistique élaborée et virtuose à une orchestration claire et d'une très grande richesse. Aujourd'hui encore, c'est celui des cinq qui est le plus joué et le plus enregistré.
La création en est donnée à Chicago le 16 décembre 1921 avec le compositeur au piano, l'orchestre symphonique de Chicago sous la direction de Frederick Stock. Mais c'est lorsqu'il est joué à Paris, en 1922, sous la direction de Serge Koussevitzky, que ce morceau devient vraiment célèbre. La création soviétique a lieu le 22 mars 1925, avec Samouïl Feinberg au piano et l'Orchestre du Théâtre de la Révolution sous la direction de Constantin Saradjev (en). En 1932, l'œuvre est radiodiffusée par l'Orchestre symphonique de la BBC. Cette même année, Prokofiev en fait un enregistrement avec l'orchestre symphonique de Londres sous la direction de Piero Coppola. 
En juin 1962, il fait l'objet d'un enregistrement à Moscou avec le pianiste Byron Janis et l'Orchestre philharmonique de Moscou dirigé par Kirill Kondrachine.

## Analyse de l'œuvre

### I: Andante - Allegro
La clarinette suivie des flûtes expose une tendre mélodie russe reprise par les violons, puis l'allegro enchaîne en doubles croches martelées, à l'issue desquelles le piano entre et expose le premier thème, rapide et brillant. Un deuxième thème ironique précède un andante central qui reprend le thème initial, développé ensuite par le soliste. S'ensuit de nouveau un tempo allegro, où alternent des glissandos et des accords très appuyés, avant que le deuxième thème ne soit repris. Enfin la coda virtuose conclut ce premier mouvement avec éclat et conviction.

## Orchestration
| Instrumentation du 3e concerto pour piano et orchestre                |
| Cordes                                                                |
| premiers violons, seconds violons, altos, violoncelles, contrebasses, |
| Bois                                                                  |
| 2 Flûtes, 2 Hautbois, 2 Clarinettes en la, 2 Bassons,                 |
| Cuivres                                                               |
| 4 Cors en ré, 2 Trompettes en ré, 3 Trombones                         |
| Clavier                                                               |
| Piano                                                                 |
| Percussions                                                           |
| timbales, petite batterie                                             |